# Prostatavergrößerung

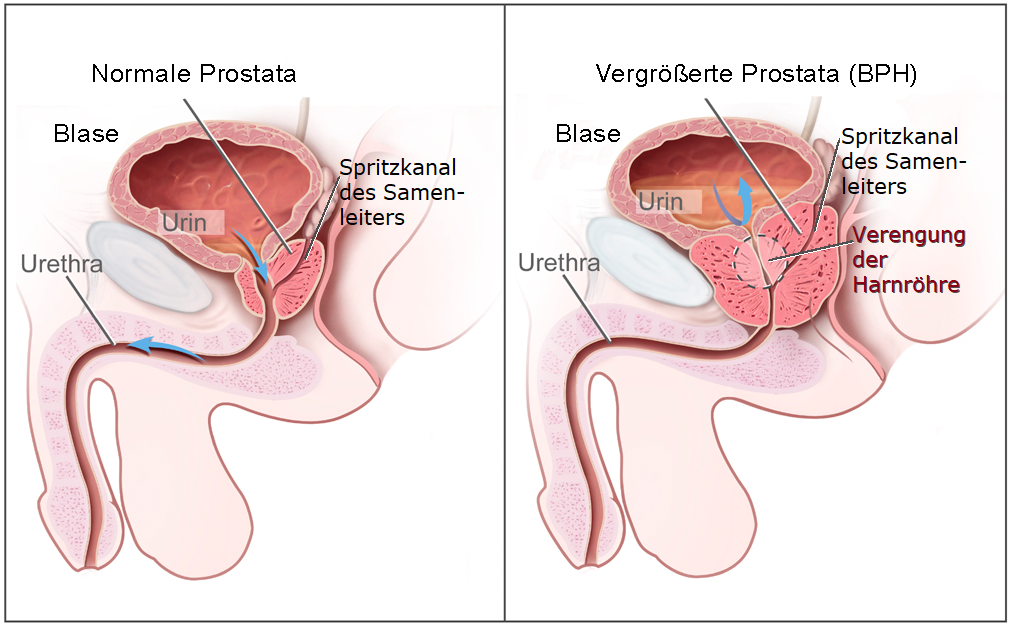
Schematische Darstellung der benignen Prostatahyperplasie

Eine gutartige Vergrößerung der Prostata (Vorsteherdrüse) – auch bezeichnet als Benigne Prostatahyperplasie (BPH) – entsteht durch Vermehrung ansonsten unauffälliger Zellen. Frühere Bezeichnungen sind auch Prostataadenom (PA) oder fälschlich benigne Prostatahypertrophie.
Die Prostata wird als vergrößert bezeichnet, wenn ihr Volumen 25 cm³ überschreitet.
Zu einer BPH kommt es gewöhnlich bei Männern im mittleren bis höheren Lebensalter. Es handelt sich um eine Vergrößerung von Prostatadrüse und Anteilen des Zwischengewebes, die zumeist von der sogenannten Übergangszone ausgeht. Ein Krankheitswert kommt dieser gutartigen Drüsenvergrößerung nur bei gleichzeitigem Auftreten von Symptomen zu (wie z. B. nächtlichem Wasserlassen, Harnverhalt oder abgeschwächtem Harnstrahl bei gleichzeitig massiv erhöhtem Blasenentleerungsdruck). Die Krankheit ist mittels moderner Methoden gut behandelbar. Unbehandelt kann die Prostata aber grundsätzlich so lange wachsen, bis sie den Blasenauslass völlig verschließt. Durch den Verschluss kann die Niere nicht mehr ausscheiden (postrenales Nierenversagen), was zum Tod durch innere Vergiftung bei Urämie führt.
Obwohl Prostatakrebs auch mit einer Vergrößerung der Prostata einhergeht, stellt die BPH an sich noch kein erhöhtes Risiko für Prostatakrebs dar.

## Begrifflichkeiten
Der Begriff benigne Prostatahyperplasie beschreibt nur die Volumenzunahme der Prostata als solche und nicht durch sie bedingte klinische Befunde oder Symptome. Gleichbedeutend findet sich in der Literatur auch der Anglizismus Benign Prostatic Enlargement (BPE). Führt die BPH zu einer Erhöhung des Blasenauslasswiderstandes, so wird dies als benigne Prostataobstruktion (BPO) oder auch mit dem englischen Begriff Bladder outlet obstruction (BOO) bezeichnet. Ist die BPH beispielsweise Ursache entsprechender Beschwerden bei der Entleerung der Harnblase (Miktion), der sogenannten Symptome des unteren Harntraktes (Lower Urinary Tract Symptoms, LUTS), wird von einem benignen Prostata-Syndrom (BPS) gesprochen. Dieser Begriff ist jedoch nur im deutschen Sprachraum üblich. International findet er sich nicht. Genau genommen beschreibt er nur das Syndrom der Blasenentleerungsstörung (LUTS). Die kann durch eine Vergrößerung der Prostata verursacht werden, es gibt jedoch auch andere Ursachen. Noch heute finden sich die veralteten Begriffe Prostataadenomträger für beschwerdefreie Patienten mit BPH und Prostataadenomkranke für Patienten mit BPS in der Literatur.

## Verbreitung
Die BPH ist der häufigste gutartige Tumor beim Mann. In den ersten Lebensjahrzehnten des Mannes ist sie sehr selten, ab dem 6. Lebensjahrzehnt findet sich jedoch bei 50 % aller Männer eine Vergrößerung der Prostata. Die Krankheitshäufigkeit steigt bis auf über 90 % im 9. Lebensjahrzehnt. Das Risiko, daran zu erkranken, liegt bei 10–20 % in der Altersgruppe 50 bis 59 Lebensjahre und 25–35 % in der Altersgruppe von 60 bis 69 Jahre. Aufgrund ihrer hohen Krankheitshäufigkeit gilt die BPH als Volkskrankheit.
Das Auftreten einer BPH ist nicht auf den Menschen beschränkt; auch bei (nicht kastrierten) Rüden kann sie vorkommen. Bei anderen Haustieren spielt sie allerdings keine Rolle.

## Ursache und Entstehung
→ Zum anatomischen Aufbau siehe Hauptartikel: Prostata.
Die Harnröhre verläuft unterhalb der Blase ein Stück weit durch die Vorsteherdrüse. Diese besteht aus einem linken und rechten Lappen sowie einem hinter der Harnröhre gelegenen Anteil, der als Isthmus prostatae oder als Mittellappen bezeichnet wird. Eine BPH entsteht durch eine Zellvermehrung in der sogenannten Übergangszone und den um die Harnröhre herum angelegten (periurethralen) Drüsen. Dabei vermehren sich jedoch nicht ausschließlich die Drüsenzellen, sondern auch Bindegewebe und Muskelzellen – deshalb ist auch der früher geläufige Begriff Prostataadenom fachlich nicht korrekt. Bei entsprechend ausgeprägter Vergrößerung wird dabei die periphere Zone der Prostata – sie macht normalerweise drei Viertel der Organmasse aus – nach außen abgedrängt und dabei so weit gedehnt, dass sie im Schnittbild das Organ nur noch als dünne Schicht, die sogenannte chirurgische Kapsel, umgibt. Der Isthmus prostatae (Lobus medius, Mittellappen) kann sich zudem weit in das Blaseninnere vorwölben.
Das Gewicht der Prostata beträgt normalerweise etwa 20 bis 25 Gramm. Bei Vorliegen einer BPH wiegt die Prostata 30 bis 150 Gramm. In der Summe stellt die BPH ein Hindernis für den Harnabfluss aus der Blase dar (subvesikale Obstruktion, also unterhalb der Harnblase). Bei normalem Miktionsdruck (Druck, den die Blasenwand aufbaut, um den Harn auszutreiben) ist dann die Harnflussrate reduziert. Ein kompensatorisch erhöhter Miktionsdruck kann zu einer Balkenblase oder autonomen Detrusorkontraktionen (Overactive Bladder, OAB) führen. Zusätzliche Bedeutung kommt dem sich in das Innere der Harnblase vorwölbenden (daher im klinischen Sprachgebrauch auch als intravesikal gelegen bezeichnet) vergrößerten Mittellappen zu, der den Blasenausgang verlegen kann. Dieser Effekt kann unabhängig von der unterhalb der Blase bestehenden Einengung der Harnröhre auftreten.
Seit der ersten Hälfte des 20. Jahrhunderts ist bekannt, dass für die Entstehung einer BPH das männliche Geschlechtshormon Testosteron wesentlich ist. Männer, die kein Testosteron bilden, entwickeln auch keine BPH. Die genaue Ursache dafür ist jedoch bislang noch Gegenstand der wissenschaftlichen Forschung. Die Testosteronwerte im Blutserum korrelieren beispielsweise nicht mit der Entwicklung einer BPH, zumal nicht Testosteron, sondern Dihydrotestosteron das essentielle Steroid der Prostata ist. So kommt diesem auch als Wachstumsfaktor der Vorsteherdrüse besondere Bedeutung zu. Gebildet wird es im Drüsenkörper durch Umwandlung mittels 5-alpha-Reduktase aus Testosteron.
Als beeinflussbarer Risikofaktor für die BPH wurde das metabolische Syndrom ermittelt. Demzufolge wird betroffenen Männern empfohlen, auf ein angemessenes Körpergewicht zu achten und sich viel zu bewegen.

## Klinische Erscheinungen
Entscheidend für den Krankheitswert sind Symptome, die anfangs meist nur die Lebensqualität beeinträchtigen, und objektivierbare krankhafte Befunde. Im weiteren Verlauf kann eine unbehandelte BPH dann zu Harnverhalt und Aufstau des Urinabflusses und damit verbundenen Schädigungen der Nieren und so letztlich im Endstadium auch zum Tod durch Urämie führen.
Beschwerden bei der BPH sind Reizbeschwerden und Entleerungsstörungen beim Wasserlassen (Miktion). Typische Reizbeschwerden sind Schmerzen beim Wasserlassen, häufiger nächtlicher sowie plötzlich auftretender Harndrang – also Symptome ähnlich einer Blasenentzündung. Entleerungsstörungen sind gekennzeichnet durch erschwertes, lang andauerndes und durch Bauchpresse unterstütztes Wasserlassen. Als Symptome treten verzögerter Miktionsbeginn, ein schwacher, häufig unterbrochener Harnstrahl, verlängerte Miktionszeit, Nachträufeln bis hin zur Restharnbildung in der Blase auf. Alle diese Symptome können jedoch auch durch andere Erkrankungen ausgelöst werden.
Der Leidensdruck wird meist mit dem internationalen Prostatasymptomenscore (IPSS) klassifiziert. Dabei werden für sieben Symptome jeweils null bis fünf Punkte vergeben: Restharngefühl, erneuter Harndrang zwei Stunden nach dem letzten Toilettengang, Harnstottern, Unfähigkeit, das Wasserlassen hinauszuzögern, schwacher Strahl, Pressen beim Wasserlassen und Häufigkeit von nächtlichem Wasserlassen. In manchen Fragebögen wird zusätzlich noch eine Frage zur Lebensqualität gestellt. Nach diesem Punktesystem werden die Patienten in solche mit milder (IPSS < 8), mittlerer (8 ≤ IPSS ≤ 19) und schwerer (20 ≤ IPSS ≤ 35) Symptomatik eingeteilt. Eine Therapie wird in der Regel ab einem Wert von größer 7 und bestehendem Leidensdruck begonnen.
Die Beschwerden, die im IPSS erfasst und dokumentiert werden, steigen mit zunehmendem Lebensalter kontinuierlich an. Die Größe der Prostata hat nur wenig Einfluss auf deren Ausmaß. Deshalb muss vor Beginn einer Therapie immer gründlich geprüft werden, ob eine eventuell vorliegende Vergrößerung der Prostata tatsächlich die Ursache des bestehenden Problems ist.

## Untersuchung
Da Beschwerden beim Wasserlassen und Blasenentleerungsstörungen viele Ursachen haben können, ist es die Aufgabe der Diagnostik zu klären, ob eine BPH ursächlich ist.
Eine Vergrößerung der Prostata wird bei der rektal-digitalen Untersuchung ertastet und kann, sofern notwendig, mittels rektaler Ultraschalluntersuchung ausgemessen werden. Beschwerden sind mittels urodynamischer Untersuchung objektivierbar, wobei ein erniedrigtes Harnstrahlvolumen und eine relevante Restharnbildung nicht zwingend auf ein BPH schließen lassen. Eine Schwäche des Blasenmuskels (Detrusorschwäche) würde die gleichen Symptome verursachen.
Ein Aufstau der Harnwege kann, sofern die Notwendigkeit dazu besteht, mittels Ultraschall oder Urogramm dargestellt werden. Ziel der Untersuchung ist es herauszufinden, inwieweit die Beschwerden des Patienten mit der BPH in Zusammenhang stehen. Des Weiteren wird abgeklärt, ob ein Behandlungsbedarf besteht, und wenn ja, welche Therapieform die geeignetste ist. Kommen zudem dabei von der BPH unabhängige, auffällige Befunde zutage (Screening), wie beispielsweise ein auffälliger Tastbefund, ein PSA-Wert über 4 oder unklare, sonographische Inhomogenität der Drüse, sind weiterführende Untersuchungen zum Ausschluss eines Prostatakrebses angezeigt.

### Anamnese und körperliche Untersuchung
Bei entsprechenden Beschwerden wird eine Anamnese unter besonderer Berücksichtigung von Miktion, Makrohämaturie (sichtbares Blut im Urin), Voroperationen, Harnwegsinfektionen, Diabetes mellitus, Herzinsuffizienz und vorbestehender neurologischer Krankheitsbilder und Medikamenteneinnahme (bezüglich potenziell miktionsbeeinflussender Stoffe wie Anticholinergika, Psychopharmaka oder Antidepressiva) durchgeführt.
Die körperliche Untersuchung besteht insbesondere aus der rektal-digitalen Tastuntersuchung, bei der nicht nur die Prostata beurteilt wird, sondern auch der Analsphinktertonus (Spannung des Schließmuskels des Afters) und der Bulbo-cavernosus-Reflex. Ergänzend wird ein orientierender motorischer und sensorischer Status des Dammes, der Genitale und der unteren Extremitäten erhoben.

### Laboruntersuchungen
Der Urin wird auf Blut und Zeichen eines Harnwegsinfektes untersucht. Der PSA-Spiegel im Blut wird insbesondere im Hinblick auf den weitgehenden Ausschluss eines Prostatakarzinoms (unter 4,0 ng/ml) bestimmt. Ergänzend kann daraus auch die Progression der BPH abgeschätzt werden. Eine Bestimmung des Serumkreatinins gibt Hinweise auf eine stauungsbedingte Niereninsuffizienz und ist vor einem Urogramm obligat.

### Apparative Untersuchung
Mit Hilfe der Harnstrahlmessung (Ermittlung des Harnstrahlvolumens pro Zeitspanne – Uroflowmetrie) können, sofern das Miktionsvolumen über 150 ml liegt, bei Screeninguntersuchungen Hinweise auf Störungen der Blasenentleerung erkannt werden. Die maximale Harnflussrate sollte dabei in der Regel nicht unter 10 ml/s liegen. Der Einsatz der Methode zur Erkennung einer BPH-bedingten Obstruktion ist unsicher.
Sonographisch werden insbesondere Restharn- und Prostatavolumen beurteilt. Die Sonographie ermöglicht auch die Erkennung eines (meist urodynamisch besonders relevanten) vergrößerten Mittellappens. Die Ultraschalluntersuchung wird meist transrektal ausgeführt, ermöglicht aber auch transabdominal eine gute Bestimmung des Restharnvolumens und bei voller Blase auch von Prostatavolumen, endovesikalem Mittellappen und der Anhebung der Blase durch das BPH (intravesikale prostatische Protrusion). Die erhobenen Befunde werden zur Beurteilung des Progressionsrisikos und der Notwendigkeit einer Behandlung verwendet. Eine pathologisch erhöhte Restharnmenge alleine ist nicht beweisend für eine den Harnfluss behindernde BPH. Mittels Sonographie des oberen Harntraktes kann eine relevante Harnstauung ausgeschlossen werden.
Sogenannte bildgebende Verfahren wie Computertomografie (CT), Magnetresonanztomografie (MRT) oder Ausscheidungsurografie sind zur Diagnose einer BPH nicht angezeigt.
Die Durchführung eines Urogramms ist bei Verdacht auf eine Erkrankung der Nieren angezeigt.

### Fakultative Untersuchungen
Diese Untersuchungen werden in Fällen durchgeführt, bei denen es nach Abschluss der oben dargestellten Diagnostik noch einer weiterführenden differentialdiagnostischen Abklärung bedarf. In einem Miktionsprotokoll werden die Trinkmenge sowie Miktionsfrequenz und -volumen festgehalten. Dadurch kann beispielsweise eine Pollakisurie von einer Polyurie unterschieden werden. Mit Hilfe der Urodynamik kann die Harnflussrate mit dem zeitlichen Verlauf des in der Blase aufgebauten Miktionsdruckes abgeglichen werden. Diese Untersuchung ermöglicht beispielsweise die Abgrenzung bei abgeschwächtem Harnstrahl zwischen einem subvesikalen Hindernis (BPH) und einer Schwäche der Blasenmuskulatur. Mittels sonographischer Messung der Detrusordicke kann die obstruktive Wirkung der BPH abgeschätzt werden. Bei besonderen Fragestellungen werden auch noch weitere Verfahren wie die Urethrozystoskopie eingesetzt.
- Histologische Schnitte
- Normales Prostatagewebe
- Noduläre Hyperplasie

Die feingewebliche Untersuchung (Histologie) von Prostatagewebe gehört nicht zur regulären Diagnostik einer BPH. Bei Bedarf erfolgt sie entweder aus einem Operationspräparat oder aus einer zum Ausschluss eines Prostatakrebses gewonnenen Gewebeprobe. Bei der BPH finden sich keine malignen Zellen, dagegen weist das Gewebe im Vergleich zur gesunden Prostata einen knotigen Umbau durch die Proliferation von Stroma und Drüsenepithel auf. Typisch sind wirbelförmige Muskelknoten und mit einem einschichtigen Epithel ausgekleidete, herdförmige Drüsengänge. Diese knotigen Veränderungen sind meist relativ groß und daher in kleinvolumigen Gewebeproben nicht erkennbar. Die Variationsbreite der Veränderungen ist weit, bei der BPH findet sich aber immer ein einschichtiges Epithel, dagegen fehlen Zellatypien.

## Behandlung und Heilungsaussichten
Grundsätzlich ist von einem Fortschreiten der benignen Prostatahyperplasie und der damit verbundenen Beschwerden auszugehen. Indikatoren sind das Lebensalter, das Volumen der Prostata und die Zunahme der Beschwerden. Risikofaktoren für eine Progression sind der Body-Mass-Index (BMI), das metabolische Syndrom und wiederholte Infektionen der Prostata.
Therapieziel ist die Minderung der Beschwerden und längerfristig die Hemmung des Wachstums der Prostata.

### Kontrolliertes Zuwarten und Verhaltensänderung
Bei geringem Leidensdruck kann man sich zunächst auf die Minderung von Risikofaktoren und Änderungen des Lebensstils beschränken. Diese sind:
- Trinkmenge ca. 1500 ml pro Tag
- Gleichmäßige Verteilung der Trinkmenge über den Tag. Vermeidung großer Trinkmengen am Abend und vor Aktivitäten, bei denen Wasserlassen störend ist.
- Vorsicht im Umgang mit wassertreibend (diuretisch) wirkenden Stoffen wie Koffein, Alkohol oder bestimmten Medikamenten.
- Blasentraining
- Ausstreichen der Harnröhre nach dem Wasserlassen[27]

### Medikamentöse Therapie
Eine medikamentöse Behandlung ist im Stadium I und in manchen Fällen auch in einem frühen Stadium II der Erkrankung indiziert. Sie wird vom Arzt individuell abgestimmt, wobei auch Begleiterkrankungen Berücksichtigung finden. Sie ist nicht indiziert, wenn Komplikationen vorliegen, beispielsweise rezidivierender Harnverhalt oder Harnwegsinfekte, Harnblasenkonkremente, konservativ nicht beherrschbare, rezidivierende Makrohämaturien oder auch eine stauungsbedingte Erweiterung des oberen Harntraktes mit eingeschränkter Nierenfunktion oder Niereninsuffizienz.
Die medikamentöse Therapie kann verschiedene Therapieziele verfolgen. Dazu gehören die Verminderung störender Symptome, die Verhinderung des Fortschreitens von Prostatawachstum oder Symptomatik und den damit verbundenen Komplikationen. Die Behandlung muss, soll sie ein Voranschreiten der Erkrankung verhindern, dauerhaft erfolgen. Generell stehen zur medikamentösen Therapie der BPH Phytopharmaka (pflanzliche Arzneimittel), α1-Adrenozeptorantagonisten, 5α-Reduktasehemmer, Muskarinrezeptorantagonisten, PDE-5-Hemmer und Kombinationspräparate zur Verfügung.

#### Phytopharmaka und biogene Arzneistoffe
Bei leichteren Beschwerden (Stadium I oder Stadium II nach Alken) werden auch pflanzliche Extrakte beispielsweise aus Sägepalmenfrüchten (Serenoa repens, Sabal serrulata), dem Afrikanischen Pflaumenbaum (Prunus africana), Brennnesselwurzeln (Urtica dioica), Roggenpollen (Secale cereale) und Kürbissamen (Cucurbita pepo) verwendet. Der Einsatz erfolgt entweder allein (Monopräparate) oder kombiniert (Kombinationspräparate). Als Gründe für eine pflanzliche Therapie werden meist Verträglichkeit und Therapietreue (Compliance) der Patienten genannt. Extrakte der gleichen Pflanze können aufgrund unterschiedlicher Extraktionsverfahren der Hersteller andere Zusammensetzungen und Dosierungsvorschriften aufweisen.
Wesentlicher wirksamer Bestandteil vieler pflanzlicher Arzneimittel ist β-Sitosterin. Die Substanz wird auch in isolierter Form therapeutisch eingesetzt. Es gibt Hinweise, dass β-Sitosterin antiandrogen wirkt und die Prostaglandin- und Leukotriensynthese hemmt. Die Präparate beheben nicht die Vergrößerung der Prostata, sondern sollen Beschwerden beim Wasserlassen lindern, indem sie relevante Messparameter beeinflussen (Erhöhung des Miktionsvolumens und des maximalen Harnflusses, Erniedrigung der Restharnmenge). Aufgrund geringerer Arzneimittelrisiken (Nebenwirkungen, Wechselwirkungen, Kontraindikationen) unterliegen Phytopharmaka, die zur Behandlung einer BPH eingesetzt werden, nicht der Rezeptpflicht. Die therapeutische Wirksamkeit gilt als unzureichend nachgewiesen, da die Evidenz für eine langfristige, klinisch relevante Wirksamkeit noch nicht erbracht wurde. Es fehlen ausreichende Daten über einen Einfluss auf das Risiko für das Fortschreiten des benignen Prostatasyndroms und auf die Vorbeugung vor Komplikationen. In den USA wurde 1990 der Verkauf rezeptfrei erhältlicher Phytopharmaka verboten, um den Patienten nicht in falscher Sicherheit zu wiegen oder eine weitere Abklärung zu verzögern. In Deutschland enthalten die Mittel einen entsprechenden Hinweis in der Gebrauchsinformation.
Laut der AWMF-Leitlinie gibt es für vier phytotherapeutische Präparate Hinweise auf eine Wirksamkeit aus randomisierten, kontrollierten Studien. Weitere Studien nach internationalen Kriterien seien allerdings erforderlich. Die Anwendung einer Extraktkombination aus Sägepalmenfrüchten und Brennnesselwurzeln hatte sich in einer Studie als ebenso symptomatisch wirksam erwiesen wie der rezeptpflichtige Alpharezeptorenblocker Tamsulosin. Nach einer Metaanalyse der Cochrane Collaboration von 2009 verbessert Sägepalmenfrüchte-Extrakt Probleme beim Wasserlassen und andere Symptome der BPH allerdings nicht mehr als Placebo-Präparate. Roggenpollenextrakt scheint die Beschwerden beim Wasserlassen etwas zu bessern. Zubereitungen aus Kürbiskernen und aus Brennnesselwurzel sind auf Basis eines bibliografischen Wirksamkeitsnachweises, d. h. ohne Vorlage präparatespezifischer klinischer Studien, zugelassen („allgemeiner medizinischer Gebrauch“).

#### α1-Adrenozeptorantagonisten
Die Wirkung der α1-Adrenozeptorantagonisten (α-Blocker) beruht auf einer Entspannung der glatten Muskulatur an Prostata und Harnröhre, wodurch der Harnfluss verbessert und damit verbundene Symptome gelindert werden. Sie haben aber nur einen geringen Einfluss auf die durch die Vergrößerung der Prostata bewirkte mechanische Abflussbehinderung aus der Blase, werden jedoch zur Reduzierung und Verzögerung des Fortschreitens der Symptome empfohlen. Eingesetzt werden beispielsweise Alfuzosin, Doxazosin, Tamsulosin und Terazosin. Bei geeigneter Dosierung sind alle α-Blocker ähnlich wirksam. Sie haben einen relativ prompten Wirkeintritt und scheinen bei der Behandlung störender Symptome den 5α-Reduktasehemmern überlegen. Auf das Wachstum der Prostata und das Risiko eines akuten Harnverhaltes haben α-Blocker langfristig keinen Einfluss.
α-Blocker waren ursprünglich 1969 zur Therapie des Bluthochdruckes eingeführt worden (Minipress). Daher ist es leicht verständlich, dass sie, insbesondere auch bei entsprechend ungünstig gewählter Begleitmedikation, zu erheblichen Nebenwirkungen im Herz-Kreislauf-System führen können. Darüber hinaus gelten Abgeschlagenheit, Schwindel, Kopfschmerz, Durchfall, Schwellung der Nasenschleimhaut und grippale Symptome als typische unerwünschte Wirkungen. Sie sind jedoch prinzipiell nach Absetzen des Medikamentes reversibel. Vor allem unter Tamsulosin kann es zusätzlich zu abnormalen Ejakulationen kommen (z. B. retrograde Ejakulation). Aufgrund der Arzneimittelrisiken unterliegen α-Blocker der Rezeptpflicht.

#### 5α-Reduktasehemmer
5α-Reduktasehemmer hemmen durch die Blockade des Enzyms 5α-Reduktase die Umwandlung von Testosteron in Dihydrotestosteron. Letzteres wirkt selektiv an der Prostata und ist wesentlich für deren Wachstum verantwortlich. Verwendet werden Dutasterid und Finasterid, die sich pharmakologisch leicht unterscheiden. Ziel der Behandlung mittels dieser Präparate ist es, eine Schrumpfung der Vorsteherdrüse zu erreichen. Für Finasterid wurde die Wirksamkeit bezüglich der Symptome und des Fortschreitens der benignen Prostatahyperplasie nachgewiesen. Als Nebenwirkungen wurden dabei beispielsweise Libidominderung und Impotenz sowie vermindertes Wachstum hormonabhängiger Körperbehaarung festgestellt.

#### Muskarinrezeptorantagonisten
Muskarinrezeptorantagonisten (Anticholinergika) bewirken eine Abnahme des Tonus der glatten Blasenwandmuskulatur (Musculus detrusor vesicae). Ihr Einsatz beschränkt sich daher auf von einer Überaktivität dieses Muskels ausgelöste Miktionsbeschwerden, wie sie bei einer BPH auftreten können (Harndrang, Dranginkontinenz, Pollakisurie; entspricht der Symptomatik einer überaktiven Blase). Jedoch ist der Einsatz dieser Medikamente kritisch abzuwägen, kann er doch durch die Schwächung der Blasenmuskulatur bei BPH-bedingter relevanter Obstruktion zum Harnverhalt führen. Bei Harnverhalt sind Muskarinrezeptorantagonisten kontraindiziert. Als typische Nebenwirkungen der Muskarinrezeptorantagonisten gelten Schlaf- und Gedächtnisstörungen sowie Verwirrtheit und vermehrte Sturzneigung.

#### PDE-5-Hemmer
Der einzige für die Behandlung des BPH-Syndroms zugelassene PDE-5-Hemmer ist das Tadalafil, das in den USA, in der EU und anderen Ländern wie etwa Kanada und Japan Zulassungen in dieser Indikation hat und in Deutschland erstattungsfähig ist. Über einen Anstieg von cGMP bewirkt Tadalafil eine Muskelrelaxation im Bereich des Harntrakts (glatte Muskulatur der Prostata, der Blase und der versorgenden Blutgefäße), was zu einer Besserung der Symptomatik, bewertet anhand des International Prostate Symptom Score (IPSS), führt. Die Zulassung beruht auf vier klinischen Studien, die an mehr als 1500 Patienten über einen Zeitraum von zwölf Wochen durchgeführt wurden. Getestet wurde Tadalafil im Vergleich gegen Placebo und gegen Tamsulosin; darunter wurde in einer der Studien die Verbesserung des benignen Prostatasyndroms und der erektilen Dysfunktion bei Patienten mit beiden Erkrankungen untersucht.
Evidenzanalysen zwischen 2007 und 2012, die von der Leitliniengruppe der „Akademie der Deutschen Urologen“ im Zuge der Leitlinienerstellung für die inzwischen durch Zeitablauf nicht mehr gültige AWMF-Leitlinie durchgeführt wurden und unter anderem den systematischen Review mit Metaanalyse von Gacci et al. berücksichtigten, hatten für verschiedene der PDE-5-Hemmer (Vardenafil, Sildenafil und Tadalafil) keine sicheren Belege für einen relevanten Nutzen bezüglich der untersuchten Endpunkte gefunden. Eine Übersichtsarbeit von 2019 konnte eine Verbesserung der Symptomatiken der unteren Harnwege (LUTS) durch Tadalafil bestätigen, jedoch sei die Evidenz gering und reiche nicht aus, um die langfristige Wirksamkeit und die Verhinderung des Fortschreitens der Symptome zu beurteilen. Eine ebenfalls aus 2019 stammende Übersicht kam zu dem Ergebnis, dass auf der Basis der untersuchten präklinischen und klinischen Daten eine durch Tadalafil induzierte Entspannung in Blase und Prostata festzustellen sei und der Wirkstoff sowohl in der Monotherapie als auch in der Zusatztherapie bei Patienten mit Harnwegssymptomatiken (LUTS) infolge einer BPH wirksam sei. Anders als etwa die ebenfalls bei BPH eingesetzten 5α-Reduktase-Hemmer, die als Nebenwirkung sexuelle Funktionsstörungen zur Folge haben können, verbessere Tadalafil die sexuelle Funktion.

### Operation
Eine operative Behandlung ist angezeigt, wenn die Prostata ein gesundheitlich bedeutendes – und nicht anders behandelbares – Hindernis (Obstruktion) für den Harnabfluss bildet. Grundsätzlich werden zwei Arten von Eingriffen unterschieden. Entweder wird ein Teil des Gewebes der Prostata direkt entfernt (primär ablativ), oder aber es wird auf die eine oder andere Weise derart geschädigt, dass sich das Volumen der Drüse nach dem Eingriff reduziert (sekundär ablativ). Auch unterscheidet man bei der Entfernung von Prostatagewebe nach der Art des Zugangs. Dieser erfolgt meist instrumentell über die Harnröhre. In bestimmten Fällen kann jedoch der Zugang durch Eröffnung des Bauchraums über dem Schambein (suprapubisches Verfahren) vorteilhafter sein.

#### Erfolgsaussichten
Der Erfolg einer Operation – gemessen anhand eines deutlichen Rückgangs der belastenden Symptome – ist in hohem Maße davon abhängig, ob die Prostatavergrößerung vorher tatsächlich eine erkennbare Einschränkung des Harnabflusses (Obstruktion) bewirkt hat, und nicht etwa nur andere Beschwerden, wie häufiger Harndrang mit oder ohne Inkontinenz. Zur Beantwortung dieser Frage gibt es nichtinvasive, zuverlässige Tests, wie etwa den seit 1997 bekannten Penile cuff test (PCT), bei dem eine computer-gesteuerte Luftdruck-Manschette (ähnlich wie bei einer Blutdruckmessung) um den Penis den Druck des Harnflusses misst. Bei Anwendung dieser Methode ergab sich in einer Untersuchung von 2013, dass 94 % der Patienten mit der Einstufung „Obstruktion“ ein erfolgreiches Ergebnis der Operation hatten. Dagegen hatten 70 % der Patienten mit der Einstufung „Keine Obstruktion“ ein nicht-erfolgreiches Ergebnis der Operation.
Tritt eine Vergrößerung der Prostata (BPH) mit Obstruktion zusätzlich zusammen mit häufigem Harndrang (überaktiver Blase) auf, was in ca. 50 % der Fälle vorkommt, so bleibt diese Komponente der Störungen bei ca. 20 % der Patienten auch nach der Operation bestehen. Diese Rate gilt jedoch nur bei Nachuntersuchungen innerhalb weniger Jahre. Nach 10–15 Jahren hatten in einer Studie von den 55 Patienten mit Obstruktion und überaktiver Blase vor der Operation 48 (= 87 %) zwar den Rückgang der Obstruktion behalten, jedoch bezüglich der überaktiven Blase wieder den Zustand von vor der Operation erreicht.

#### Transurethrale Resektion der Prostata
Die transurethrale Resektion der Prostata (TURP) ist auch heute noch eine weit verbreitete Therapie des BPS. Es gibt kein anderes operatives Verfahren, dessen langfristiger Erfolg hinsichtlich subjektiver und objektiver Parameter (Urodynamik) so gut belegt ist. Wie bei jedem operativen Verfahren kann es aber auch bei der TURP zu Komplikationen kommen. Hierbei spielen Blutungen sowie die Einschwemmung von Spülflüssigkeit (TUR-Syndrom) während der Operation und Nachblutungen die entscheidende Rolle. Die Häufigkeit wird je nach Studie mit bis zu fast neun Prozent angegeben. Die Mortalität liegt heute bei unter 0,1 bis 0,25 Prozent. Im Hinblick auf die Komplikationsrate wurde die TURP in der Vergangenheit vielfach technisch modifiziert. Dazu gehören Veränderungen des Hochfrequenzgenerators (koagulierendes intermittierendes Schneiden), des Stromflusses (bipolare Resektion), der Elektroden (Bandschlinge, Vaporisation) und der Resektionstechnik.
Bei der bipolaren transurethralen Resektion der Prostata wird der Strom nicht durch den ganzen Körper geleitet, vielmehr werden zwei Elektroden im Instrument mitgeführt. Im Vergleich zur monopolaren Resektionstechnik gibt es weniger Blutungskomplikationen und weniger nachteilige Auswirkungen durch die Spülflüssigkeit.
Die postoperative Häufigkeit des Auftretens dauerhafter Harninkontinenz liegt bei etwa 0,5 % (0,1–1,8). Der Verlust des Samenergusses (retrograde Ejakulation) erfolgt bei ca. 65 % der Operierten.

#### Transurethrale Inzision der Prostata
Die transurethrale Inzision der Prostata (TUIP) ist ebenfalls eine Form der transurethralen Behandlung, bei der es allerdings nicht das Ziel ist, die Vorsteherdrüse zu verkleinern, sondern sie nur einzuschneiden, um damit den Auslasswiderstand der Blase zu reduzieren. Sie ist für jüngere Männer mit einer relativ kleinen Prostata (< 30 Gramm) geeignet. Die Wirksamkeit scheint der der TURP vergleichbar, die Nebenwirkungsrate ist geringer, allerdings müssen mit 15,9 % nach zehn Jahren mehr Patienten als nach einer TURP (8–15 %) nachoperiert werden. Bei 21 % der Patienten kommt es zum Verlust des Samenergusses durch retrograde Ejakulation.

#### Offene Prostataoperation
Die offene Prostataoperation wird auch als Prostataenukleation oder Adenomenukleation bezeichnet; sie ist die älteste Methode zur operativen Behandlung der BPH. Dabei wird die Prostata nach Eröffnung des Bauchraums über dem Schambein (suprapubischer Zugang) und Eröffnung der Harnblase mit der Hand vom umgebenden Gewebe gelöst und entfernt. Die anhaltende Wirksamkeit der Methode ist gut dokumentiert. Als typische Komplikationen gelten Blasenhalssklerose, Harnröhrenstriktur und Meatusengen. Zum postoperativen Risiko des Auftretens dauerhafter Harninkontinenz gibt es unterschiedliche Zahlen. Diese reichen von geringer als bei der TURP bis zu 9,5 %. Bei der offenen Prostataoperation wird die gesamte Drüse aus ihrer bindegewebigen Kapsel komplett herausgeschält. Dieses Verfahren kommt vor allem bei sehr großen Vorsteherdrüsen (Prostatae) zum Einsatz oder wenn andere Erkrankungen beim gleichen Eingriff mitbehandelt werden können (Blasendivertikel, Blasensteine, Leistenhernien).

#### Bauchspiegelung
Die Prostata kann auch im Rahmen einer Bauchspiegelung (Laparoskopie, Endoskopie) komplett entfernt werden. Das Ergebnis entspricht dem der offenen Prostataenukleation, die Drüse wird komplett ausgeschält. Durch den minimal-invasiven Zugang sind Komplikationen wie Blutungen deutlich seltener. Der Krankenhausaufenthalt wird deutlich verkürzt. Die Dauer der Operation ist jedoch in der Regel länger.

#### Laserverfahren
Klinische Relevanz unter den Laserverfahren haben bislang die interstitielle Laserkoagulation (ILC), Holmiumlaserenukleation (HoLEP), Thuliumlaserenukleation (ThuLEP) sowie die Laservaporisation der Prostata erlangt.
Mittels ILC kann das Volumen der Prostata zwar in relevantem Maße reduziert werden, ihre Effektivität ist dabei jedoch der der TURP unterlegen. Als wesentlicher Nachteil der Methode gilt auch die koagulationsbedingte initiale Zunahme des Blasenauslasswiderstandes. Sie hat bislang keine weitgehende Verbreitung gefunden.
Die HoLEP (Holmium-Laser-Enukleation der Prostata) (lat. ex nucelus, wörtlich „aus dem Kern“ für Entkernung, Ausschälung) wird seit 2007 zunehmend als Alternative zum klassischen Bauchschnittverfahren angeboten. Dabei wird das innere Gewebe der Prostata mittels Laserstrahl blutungsarm abgehoben, zerkleinert und anschließend abgesaugt. Dieses Verfahren ist der TURP bezüglich der Wirkung ebenbürtig, postoperativ weist es eine geringere Komplikationshäufigkeit (beispielsweise Blutung, Katheterverweil- und Krankenhausaufenthaltszeit) auf. Einer Studie zufolge ist die HoLEP der TURP überlegen und sollte der neue Goldstandard werden. Es ist jedoch schwer zu erlernen und daher bislang nicht weit verbreitet. An einigen Kliniken hat das HoLEP-Verfahren die Standardtherapie mittels Schnittoperation durch die Bauchdecke und Blase bei größeren Drüsen vollständig abgelöst. Das HoLEP-Verfahren erlaubt sogar, dass Patienten weiterhin bestimmte Gerinnungshemmer (z. B. ASS100) einnehmen können. Oftmals kann das Krankenhaus schon drei Tage nach der Operation verlassen werden. Auch bei dieser Form der Prostataverkleinerung muss möglicherweise nach 15 bis 20 Jahren mit einer Nachoperation gerechnet werden, da das Gewebe wieder nachwächst.
Die Laservaporisation ist ebenfalls ein schwer zu erlernendes Verfahren. Ihre Ergebnisse sind vom Operateur abhängig. Langzeitdaten dazu fehlen bislang. Zur KTP-Laser-Vaporisation (Verdampfung) des überschüssigen, einengenden Prostatagewebes benutzt man einen mittels KTP-Kristall frequenzverdoppelten Nd:YAG-Laser, der Licht einer Wellenlänge von 532 nm generiert. Diese Wellenlänge liegt im grünen, sichtbaren Bereich des Farbspektrums (Greenlight-Verfahren). Die Lichtpulse sind in der Lage, Prostatagewebe annähernd blutungsfrei zu entfernen. Ihr Einsatz scheint daher bei Hochrisikopatienten (beispielsweise Gerinnungsstörungen oder Antikoagulation) möglich zu sein.

#### Transurethrale Mikrowellenthermotherapie
Bei der transurethralen Mikrowellenthermotherapie (TUMT) wird das Gewebe der Prostata erhitzt. Dabei unterscheidet man zwischen der Niedrigenergie- (≤ 55 °C) und der Hochenergietechnik (> 55 °C). Die Linderung der Symptome ist bei beiden Verfahren vergleichbar. Die TUMT-Behandlung kann im Vergleich mit den bisher genannten Verfahren ambulant und unter lokaler Betäubung durchgeführt werden.
Die Niedrigenergietechnik (NE-TUMT) wirkt aufgrund der geringeren Temperaturentwicklung nicht ablativ, d. h. das Prostatagewebe wird nicht zerstört. Dieses Verfahren konnte sich daher nicht durchsetzen und wird nur noch sehr selten angewendet.
Im Gegensatz dazu ist bei der Hochenergietechnik (HE-TUMT) die Effektivität nur geringfügig schlechter als bei der klassischen TURP, wohingegen die Morbiditätsrate niedriger ist.
Die Weiterentwicklung der Hochenergietechnik ist die sog. HE-TUMT mit integriertem Temperaturfeedback. Dieses Verfahren arbeitet mit mehreren Temperatursonden, die eine verbesserte Kontrolle und gezieltere Energieeinbringung ermöglichen. Hierbei können vergleichbare Ergebnisse zur TURP erzielt werden.
Typischerweise tritt nach dem Eingriff ein Hitzeödem des behandelten Gewebes auf, das eine temporäre Harnableitung (Katheter) notwendig machen kann. Vor allem bei Hochrisikopatienten mit Harnverhalt kann die HE-TUMT als Alternative zur TURP eingesetzt werden.
Die Leitlinien der American Urological Association (AUA) von 2018 zu diesem Themenbereich äußerten die Einschätzung, dass die Behandlung durch TUMT angeboten werden könne, sofern die Patienten darauf hingewiesen würden, dass hierbei die Rate der Wiederholungsoperationen höher sei als bei TURP.
In der Aktualisierung von 2019 der Leitlinien der European Association of Urology (EAU) zu diesem Themenbereich wurde die Behandlungsform TUMT aus den Leitlinien entfernt.

#### Transurethrale Nadelablation
Bei der transurethralen Nadelablation (TUNA) wird das Prostatagewebe mittels Radiofrequenzwellen erhitzt. Es kann ohne Narkose durchgeführt werden. Es besteht kein Blutungsrisiko, auch andere Komplikationen sind selten, zudem bleiben Erektion und Ejakulation unbeeinträchtigt, Fälle persistierender Harninkontinenz sind bislang nicht beschrieben. Die Erfolgsrate ist der der TURP vergleichbar, allerdings müssen sich 13,8–23,3 % der Patienten innerhalb von fünf Jahren einer erneuten Therapie unterziehen. „Die TUNA eignet sich besonders für Patienten mit mäßiger bis ausgeprägter Symptomatik und geringgradiger Obstruktion.“ (zitiert nach).
Die Leitlinien der American Urological Association (AUA) von 2018 zu diesem Themenbereich äußerten die Einschätzung, dass die Behandlung durch TUNA nicht zu empfehlen sei.
In der Aktualisierung von 2019 der Leitlinie der European Association of Urology (EAU) zu diesem Themenbereich wurde die Behandlungsform TUNA aus den Leitlinien entfernt.

#### Prostatische Stents
Dabei werden Stents in den prostatischen Anteil der Harnröhre ohne Narkose temporär oder permanent eingebracht. Zweck der temporären Implantate ist es dabei, einen transurethralen oder suprapubischen Blasenkatheter zu ersetzen. Sie bedürfen regelmäßiger Wechsel. Permanente Stents epithelialisieren und können dauerhaft belassen werden. Die Komplikationsrate ist relativ hoch, typisch sind eine primäre Fehlanpassung, sekundäre Verschiebung, Inkrustation, anhaltende Dranginkontinenz sowie sekundäre Miktions- und Symptomenverschlechterung. 20 % der permanenten Stents müssen innerhalb des ersten Jahres und 50 % innerhalb der ersten zehn Jahre entfernt werden. Stents eignen sich bei strenger Indikationsstellung (beispielsweise kein großer Prostatamittellappen) für polymorbide Patienten und solche mit begrenzter Lebenserwartung.

#### Prostata-Lifting
Eine Verbesserung der Symptome der BPH kann mit dem sogenannten Urolift erreicht werden. Dieses Implantat wird transurethral in die Prostata eingebracht und hilft dabei, das Prostatagewebe zu raffen und somit den Durchmesser der Harnröhre zu erweitern. Zwei Studien des Herstellers zeigen die Effektivität dieser Implantate und führten zur Zulassung der Implantate durch die FDA. Der Harnfluss wird im Schnitt um 30 % erhöht, und die Patienten geben eine Verbesserung der Symptome und eine Steigerung der Lebensqualität an. Innerhalb der Studien konnten nur leichte Komplikationen wie Schmerzen bei der Miktion oder Blut im Urin beobachtet werden, schwere Komplikationen blieben aus. Die europäische BPH-6-Studie versucht den Urolift mit der TURP zu vergleichen.

#### Abtragung durch Wasserstrahl
Ein neueres – noch als experimentell („under Investigation“) bezeichnetes – Verfahren ist der Gewebeabtrag mittels Wasserstrahl (aquablation oder aquabeam) im Rahmen einer weitgehend automatisierten Operation.
Übersichtsartikel von 2018 und 2019 bewerteten aquablation als wahrscheinlich ebenso effektiv wie TURP, bei kürzerer Operationszeit und weniger unerwünschten Nebenwirkungen im Bereich sexueller Funktionen.
Vorläufige Ergebnisse deuten darauf hin, dass aquablation auch bei einer großen Prostata (80–150 ml) und bei einem bis in die Blase reichenden Mittellappen gute Aussichten auf Erfolg hat.

#### Abtragung durch Dampfinjektion
Ein weiteres neues – noch als experimentell („under Investigation“) bezeichnetes – Verfahren ist der Gewebeabtrag mittels Mikro-Injektionen von Wasserdampf (Prostata-Wasserdampftherapie, Rezum-System). Die minimal-invasive Operation wird ambulant durchgeführt, und der Zeitaufwand für die Kernbehandlung, die Dampfinjektionen, beträgt nur etwa 10 Minuten. Der körpereigene Abtransport der durch den Dampf ausgeschalteten Zellen erfolgt nach und nach über einen Zeitraum von ca. 3 Monaten, wobei erste Erleichterungen oft bereits nach 3 Wochen bemerkbar sind.
Das Rezum-Verfahren wirkt von innerhalb des Organs, ohne den in der Prostata liegenden Teil der Harnröhre zu verletzen. Dies geschieht dadurch, dass die Mikro-Injektionsnadel des Geräts zwar die Harnröhre in diesem Bereich durchstößt, sie dabei aber nicht verletzt.
Obwohl es ein relativ neues Verfahren ist, hat eine Studie bereits positive Ergebnisse in Nachfolgetests nach vier Jahren gezeigt. Das Verfahren erwies sich auch als geeignet für große Prostatae (>80 ml) und für solche, bei denen der Mittellappen bis in die Blase hineinragt. In den bisherigen Studien zeigte sich, dass sexuelle Funktionen durch das Verfahren nicht beeinträchtigt wurden.

#### Sonstige Verfahren
Andere Verfahren wie die wasserinduzierte Thermotherapie (WIT), der hochintensive fokussierte Ultraschall (HIFU), der das Gewebe erhitzt, sowie Ethanol- oder Botulinumtoxininjektionen in die Prostata sind bislang wenig verbreitet. Daher fehlen für diese Verfahren ausreichend valide Erfahrungswerte bezüglich der Nebenwirkungen und Studien für einen Wirknachweis. Bei der WIT wird über einen speziellen transurethralen Katheter auf 60 Grad erhitztes Wasser in den prostatischen Teil der Harnröhre geführt. Dort erhitzt es das Prostatagewebe. In jüngster Zeit wird u. a. auch an verschiedenen deutschen Kliniken die Möglichkeit der Prostata-Arterien-Embolisation (PAE) angeboten.

## Vorbeugung und Prognose
Die BPH hängt zwar primär mit dem Alterungsprozess zusammen, ihre Ausprägung kann aber auch durch begleitende Faktoren wie Adipositas beeinflusst werden. Vorbeugend wird empfohlen, auf eine ausgewogene, ballaststoffreiche Ernährung zu achten und ausreichend Wasser zu trinken. Eine solche Ernährung verhindert Übergewicht, einen wichtigen Faktor bei der Vorbeugung dieser Prostataerkrankung. Als weiterer Risikofaktor wird starkes Rauchen angesehen. Ausreichende Bewegung und regelmäßige sportliche Betätigung sind wichtige positive Einflussfaktoren. Auch bei einer bereits klinisch manifesten Erkrankung durch eine BPH ist die Prognose bei entsprechender Behandlung sehr günstig, der aus vergangenen Jahrhunderten bekannte letale Ausgang der Erkrankung ist heute kein Thema mehr.

## Geschichtliche Aspekte
In früheren Jahrhunderten wurde die chronische Schwellung der Prostata nach dem 50. Lebensjahr als Folge einer Entzündung betrachtet. Grundlegende Erkenntnisse auf diesem Gebiet im Sinne der modernen Medizin wurden 1761 von Giovanni Battista Morgagni erstveröffentlicht. Diese Arbeiten wurden in den Folgejahren von John Hunter und seinem Schwager Everard Home wiederaufgenommen und fortgeführt.
Die Anfänge der Prostatachirurgie im 19. Jahrhundert orientierten sich eng an den zu dieser Zeit bereits vorhandenen Erfahrungen aus Steinschnitten (operative Blasensteinentfernung). Ende des 19., Anfang des 20. Jahrhunderts konkurrierten perineale, retropubische und transvesikale Verfahren, also Zugänge durch den Damm, über dem Schambein oder durch die Blase. Letztere wurden in der ersten Hälfte des 20. Jahrhunderts so weit verfeinert, dass ein Verfahren (die transvesikale Prostataenukleation) noch heute regelmäßig eingesetzt wird. 1926 wurde dann das erste Instrumentarium zur Elektroresektion, ein Vorläufer der transurethralen Prostataresektion (TURP), in den USA vorgestellt.

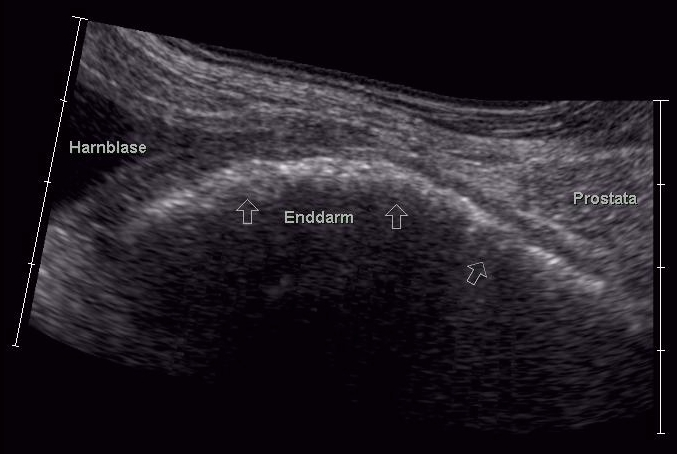
Sonographische Darstellung einer durch BPH bedingten Koprostase beim Hund

## Tiermedizin
Eine bedeutende Rolle spielt die BPH beim Hund. Hier tritt die Erkrankung bei älteren Rüden regelmäßig auf. Da sich die Vergrößerung der Prostata symmetrisch und über das ganze Organ gleichmäßig verteilt vollzieht, sind Kotabsetzbeschwerden infolge einer Verlegung des Beckenausganges das am häufigsten beobachtete Symptom. Zusätzlich können sich multiple Prostatazysten zeigen, welche den spontanen Abgang eines serösen blutigen Sekretes aus der Harnröhre zur Folge haben können. Die Prostatavergrößerung gilt zudem als Risikofaktor für das Entstehen einer Perinealhernie. Therapeutische Optionen liegen in der Kastration sowie in der medikamentösen Ausschaltung der Hodenfunktion. Für diese Anwendung sind Osateron und Delmadinon zugelassen; daneben liegen positive Erfahrungen mit Cyproteron und Finasterid vor, die aber tiermedizinisch nicht zugelassen sind.